# Macromia chalciope
Macromia chalciope is een libellensoort uit de familie van de prachtlibellen (Macromiidae), onderorde echte libellen (Anisoptera).
De wetenschappelijke naam van de soort werd voor het eerst geldig gepubliceerd in 1952 door Maurits Lieftinck.